# Jakob Moralt
Jakob Moralt   (Múnic, 29 de desembre de 1780 - Múnic, 21 de maig de 1820) va ser un violista i músic de la cort reial.
Jakob Moralt va fer aprenent de Christof Geitner i va aprendre a tocar la viola alta, en la qual més tard es va convertir en un virtuós. Quan tot just tenia 17 anys va ser acceptat a la música del tribunal electoral com a aprenent. Que se'ls permetés fer d'aprenent o d'accés a la música de la pista electoral van ser anys d'aprenentatge per perfeccionar l'instrument i familiaritzar-se amb la interpretació de l'orquestra, sense pagament i sense reclamacions d'acceptació posterior al conjunt d'orquestra.
Poc s'ha conservat de Jakob Moralt, el nom del qual es menciona en moltes enciclopèdies musicals nacionals i estrangeres, però només és cert que va ser més tard un músic de la cort reial ben nomenat i un virtuós de la viola. Jakob Moralt fou membre de la "Musical Academy" de Múnic des que es va fundar.
Amb els seus germans Johann Baptist, Joseph i Philipp va formar l'anomenat Moralt Quartet, un dels primers quartets de corda viatgers. Els viatges el van portar a Suïssa, França, Anglaterra i Alemanya. Els informes contemporanis diuen que va guanyar gran fama, sobretot a través de gires de concerts amb els seus germans, que eren famosos com a bons artistes, cadascun al seu instrument, segons F.J. Lipowsky, que l'havia de conèixer com a contemporani.
"També va tocar a l'orquestra de Múnic, però no al quartet", assenyala Grove. Potser Jakob només va participar-hi poc temps, perquè gairebé al mateix temps el seu germà, el violista Georg Moralt, apareix com a membre del quartet.
El que és segur és que Jakob Moralt, ara músic de la cort reial, es va casar el 29 de maig de 1811, a les 6 del vespre a l'església de Sant Pere de Múnic, amb Maria Therese Raabin, la filla de Bräumister de Seefeld, després del música de la cort reial Intendanz havia emès la llicència de matrimoni prescrita per als servents reials.
Quan Moralt va morir el 1820, el més gran dels seus sis fills tenia només vuit anys. El seu germà, el director instrumental reial Joseph Moralt, va assumir l'educació dels orfes i es va casar amb la seva mare, fins llavors la seva cunyada, el 1827.